# Neptun (Zuglauf)

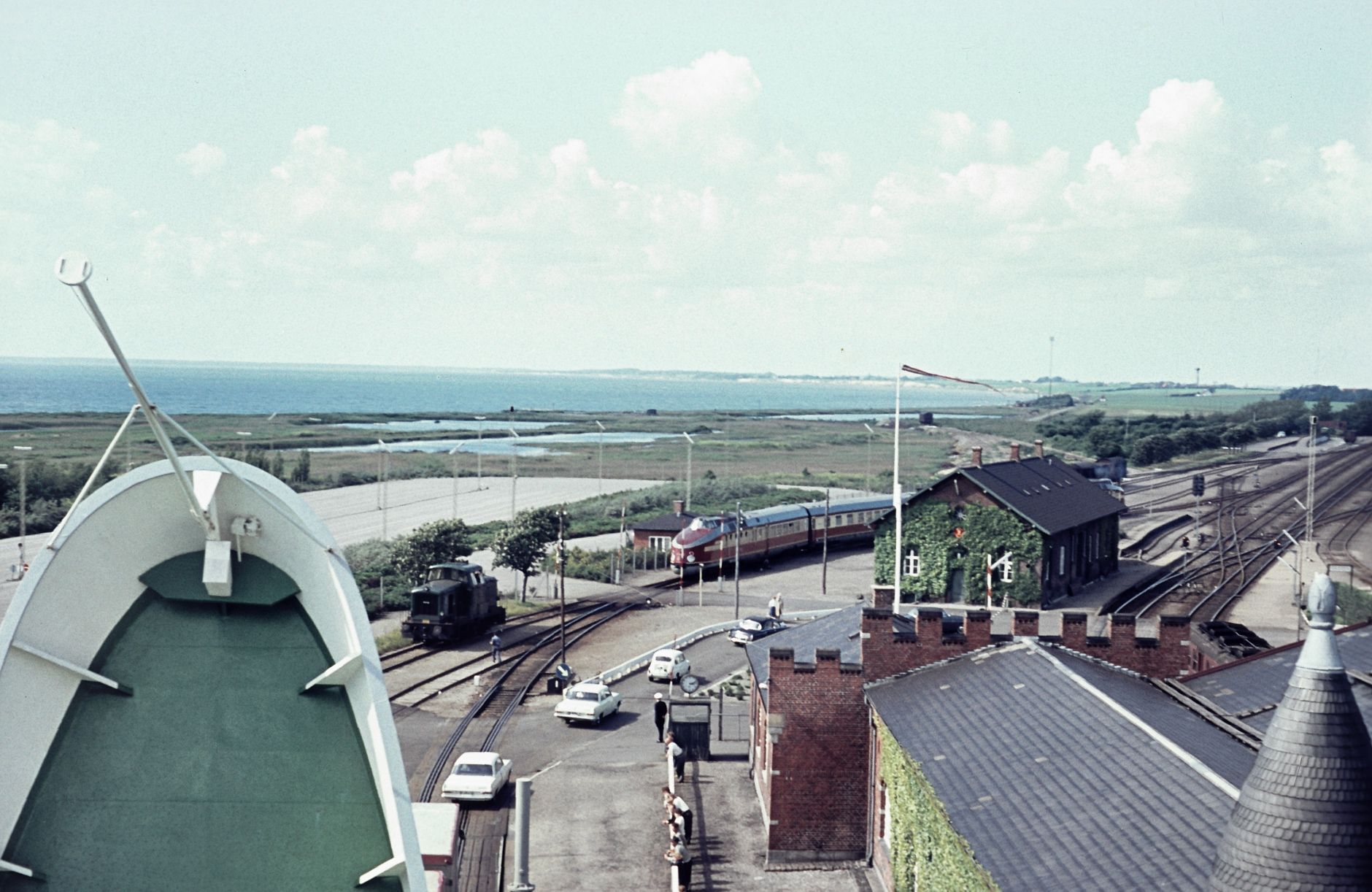
Ein VT 18.16 verlässt 1964 als Neptun das Fährschiff Warnemünde in Gedser

Der Neptun war ein von 1960 bis 1995 zwischen Deutschland und Dänemark über das Trajekt Warnemünde–Gedser verkehrender Zuglauf. Zunächst verkehrte er nur zwischen Berlin und Warnemünde, die Fahrgäste mussten dort zwischen Zug und Fähre wechseln, ebenso in Gedser, wo Anschluss nach Kopenhagen bestand. Ab 1964 wurde der Zug durchgehend geführt und über die Ostsee trajektiert. Über Jahrzehnte war der Neptun die wichtigste Tagesverbindung zwischen Berlin und Kopenhagen. Nach 1990 wurde der Zuglauf kurze Zeit bis Prag verlängert. Im September 1995 endete der Eisenbahnfährbetrieb zwischen Gedser und Warnemünde, der Zug wurde damit eingestellt.

## Geschichte
Eingeführt wurde der nach dem römischen Meeresgott Neptun benannte Zuglauf zum Sommerfahrplan 1960 als Ext 21/22 mit dem Laufweg von Berlin Ostbahnhof bis Bahnhof Warnemünde. Freigegeben war er ausschließlich für Fahrgäste, die mit der Fähre von bzw. nach Dänemark weiterreisen wollten. Die von der Deutschen Reichsbahn (DR) für ihren neuen Expresszug (Ex) eingesetzten Vorkriegstriebwagen der Bauart Hamburg waren nicht für die Trajektierung zugelassen, die internationalen Fahrgäste mussten daher in Warnemünde und Gedser zwischen Fähre und Zug umsteigen. Da die Bahnstrecke Neustrelitz–Warnemünde als Teil der kürzesten Verbindung zwischen Berlin und Rostock bzw. Warnemünde zwischen Neustrelitz und Plaaz nach dem Zweiten Weltkrieg als Reparationsleistung für die Sowjetunion abgebaut worden war, musste der Neptun mit einem Umweg über Neubrandenburg geführt werden.
Zum Sommerfahrplan 1964 stellte die Deutsche Reichsbahn den Neptun auf ihre neuen Schnelltriebwagen der DR-Baureihe VT 18.16 um, die nach Dänemark übergesetzt werden konnten. Ausnahmsweise kamen auch noch Vorkriegstriebwagen der Bauart Köln zum Einsatz. Ab dem gleichen Jahr konnte der Zuglauf auch über die inzwischen wiederaufgebaute direkte Strecke zwischen Neustrelitz und Rostock über Waren geführt werden. In Kopenhagen wurde der Zuglauf zunächst kurzzeitig bis zum Freihafen verlängert, wo Anschluss an die Fähre ins schwedische Malmö bestand. Bis 1974 blieb der Zuglauf zwischen Berlin Ostbahnhof und København H (Kopenhagen Hauptbahnhof) ansonsten weitgehend unverändert. 1967 erhielt der Zuglauf die neuen Nummern Ext 311/312. Zum Sommerfahrplan 1973 wurden diese neu auf Ext 320/321 geändert, zum Winterfahrplan des gleichen Jahres stellten Reichsbahn und Danske Statsbaner (DSB) den Neptun vollständig auf lokomotivbespannte Züge um. Der Neptun verkehrte nun als Ex 320/321. Ein Jahr später wurde der Zuglauf von Berlin Ostbahnhof über die Berliner Stadtbahn bis zum West-Berliner Fernbahnhof Berlin Zoo verlängert, für diesen kurzen Abschnitt vergab die DR die neuen Zugnummern D 1320/1321. Dieser Zuglauf blieb bis zum Mai 1984 unverändert. Ab dem Sommerfahrplan 1984 fiel die Durchbindung nach West-Berlin wieder weg und wurde durch einen Flügelzug mit dem gleichen Laufweg ersetzt. Zuvor war der Neptun ab 1979 für den Binnenverkehr innerhalb der DDR freigegeben worden, wofür er Verstärkungswagen zwischen Berlin und Rostock erhielt. Seitdem wurde er nicht mehr als Express-, sondern als Schnellzug geführt, mit den Zugnummern D 320/321. Während der Zug zuvor zwischen Rostock und Berlin keinen Verkehrshalt hatte, hielt er seitdem auch in den meisten Fahrplanjahren in Waren (Müritz) und Oranienburg. 1987 wechselte der Ausgangs- bzw. Zielbahnhof in Berlin vom Ostbahnhof zum Bahnhof Berlin-Lichtenberg, analog begann und endete dort der West-Berliner Zugteil.
Nach der Wende in der DDR und der Wiedervereinigung stiegen 1990 die Fahrgastzahlen auf der Fährverbindung zunächst sprunghaft an. Die Reichsbahn verlängerte den Neptun zum Jahresfahrplan 1991 von Berlin über Dresden bis Prag, die Zugnummer wurde auf D 322/323 geändert. Ein Jahr später änderte sich die Zugnummer erneut, auf D 302/303. Der Zuglauf bis Prag blieb bis zum 28. Mai 1994 erhalten, ab dem Sommerfahrplan 1994 verkehrte der Neptun nur noch bis bzw. ab Dresden Hbf, als D 304/305 erneut mit geänderter Zugnummer. Zum 28. Mai 1995 wechselte die Zuggattung des Neptun in Deutschland auf Interregio (IR) und der Laufweg wurde wieder auf Berlin – Kopenhagen verkürzt, wobei die Zuggarnitur jeweils unter anderer Zugnummer als IR morgens von Dresden in Berlin bzw. abends in Berlin nach Chemnitz durchgebunden wurde. 1995 wurde der deutsche Ausgangspunkt der Fährverbindung nach Gedser in den Hafen Rostock verlegt, wo jedoch keine Verlademöglichkeit für Eisenbahnfahrzeuge vorhanden war. Mit der Einstellung der Fährverbindung ab Warnemünde zum 23. September 1995 endete daher auch der Betrieb des IR 304/305 „Neptun“, der ab diesem Zeitpunkt als namenloser IR 2374/2277 auf den Laufweg Dresden – Berlin – Rostock bzw. Rostock – Berlin – Chemnitz verkürzt wurde. Der Name „Neptun“ wurde noch kurze Zeit für einen Flügelzug zu einem Eurocity zwischen Hamburg und Kopenhagen zwischen Berlin und Lübeck und Ende der 1990er Jahre für einen Interregio mit dem Laufweg Rostock – Berlin – Frankfurt (Main) verwendet.

## Fahrzeugeinsatz

### Triebwagen

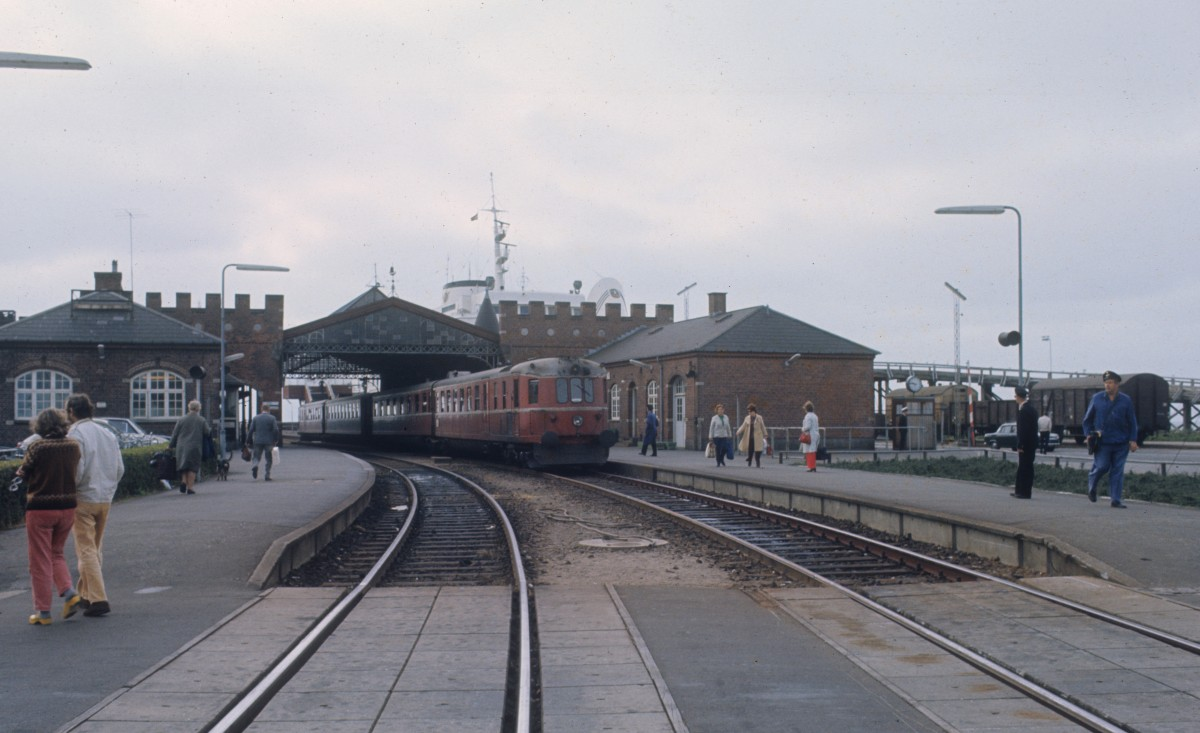
Ein Schnelltriebwagen der Reihe MB der DSB als Neptun in Gedser

Ab 1960 setzte die Deutsche Reichsbahn auf dem Neptun einen der vier Vorkriegstriebwagen der Bauart Hamburg ein, die sie 1958 von der Deutschen Bundesbahn (DB) im Rahmen eines innerdeutschen Tauschgeschäfts übernommen hatte. Diese Fahrzeuge konnten nicht per Fähre nach Dänemark trajektiert werden. Nachdem die Reichsbahn 1963 mit dem neuen Fährschiff Warnemünde erstmals seit Kriegsende wieder ein eigenes Fährschiff auf der Route nach Gedser einsetzen konnte und im gleichen Jahr die ersten neuen Schnelltriebwagen der DR-Baureihe VT 18.16 (Bauart Görlitz) in Dienst gestellt wurden, konnte 1964 der Neptun durchgehend zwischen Berlin und Kopenhagen verkehren. Die VT 18.16 waren jedoch nicht für die Trajektierung mit dem dänischen Fährschiff Danmark zugelassen, beim Verkehren dieses Schiffes musste der VT 18.16 durch einen Vorkriegstriebwagen der Bauart Köln ersetzt werden, von denen die Reichsbahn 1958 ebenfalls vier Exemplare von der Bundesbahn erhalten hatte. Ab 1966 konnte auf den Einsatz der Altbautriebwagen verzichtet werden.
Mit dem Sommerfahrplan 1968 übernahmen die DSB den Neptun gemeinsam mit der DR im Wechsel. Sie setzte auf ihrem Umlauf einen ihrer Vorkriegstriebwagen der Baureihe MS ein, dreiteilige Dieseltriebwagen, die sie vor dem Krieg nach dem Vorbild der Reichsbahn-Schnelltriebwagen für den Aufbau ihres als Lyntog (Blitzzug) bezeichneten Schnellverkehrsnetzes beschafft hatte. Gelegentlich kam auch die vierteilige Variante der Vorkriegslyntogs, die Baureihe MB, zum Einsatz. Bis zum Sommerfahrplan 1971 verkehrten die MS und MB im Wechsel mit den inzwischen als Baureihe 175 bezeichneten DR-Triebwagen der Bauart Görlitz, ab da übernahmen die DSB beide Umläufe des Neptun mit ihren Triebwagen. Zwischen Dezember 1972 und März 1973 setzten die DSB erstmals einen lokbespannten Umlauf im Neptun ein, der aus bis zu vier Sitzwagen bestand, die MS – die auf dieser Relation ihre letzten planmäßigen Leistungen erbrachten – blieben jedoch noch bis zum Winterfahrplan 1973/74 im Dienst. Ab September 1973 stellten die DSB und die DR den Zuglauf vollständig auf Wagenzüge um und die Litra MS wurden ausgemustert.
Als letzter Zug vor der Einstellung wurde am 23. September 1995 nochmals ein VT 18.16 über die Fährverbindung Warnemünde–Gedser trajektiert.

### Lokomotiven
Die Reichsbahn setzte nach der Umstellung auf Wagenzüge die im Bahnbetriebswerk Stralsund beheimateten ölgefeuerten Reko-Lokomotiven der DR-Baureihe 03.00 ein. Ab Mitte der 1970er Jahre bespannten Diesellokomotiven der Baureihen 118 und 132 die Züge. Mit der Elektrifizierung der Strecke zwischen Berlin und Warnemünde erfolgte zwischen 1984 und 1986 schrittweise die Umstellung auf elektrische Lokomotiven, eingesetzt wurden vor allem die DR-Baureihe 211 und die DR-Baureihe 243.

### Wagenpark
Mit der Umstellung auf lokomotivbespannte Wagenzüge stellten zunächst weiter die DSB die Zuggarnituren des Neptun. In der Regel bestand der Zug aus ein bis zwei Wagen zweiter Klasse und einem gemischten 1./2.-Klasse-Wagen. Ab Sommer 1979 wurde der Neptun zwischen Berlin und Rostock auch für den Binnenverkehr freigegeben und erhielt auf diesem Abschnitt zusätzliche Sitzwagen zweiter Klasse. Eingesetzt wurden zunächst bis zu vier Halberstädter Mitteleinstiegswagen der Gattung Bmh sowie ein Modernisierungswagen, die Halberstädter wurden jedoch in den Folgejahren durch Reko-Wagen ersetzt. Im Modernisierungswagen richtete die MITROPA einen Abteilverkauf von Speisen und Getränken ein. Ab 1981 verkehrten zwischen Berlin und Rostock auch ein Modernisierungswagen erster Klasse und ein Sitz-/Gepäckwagen.
Ab Sommer 1983 übernahm die DR die Stellung des Wagenparks auch für den internationalen Zugteil. Sinkende Nachfrage führte jedoch dazu, dass ab dem Sommer 1985 lediglich noch ein Wagen 1./2.-Klasse ganzjährig zwischen Berlin und Kopenhagen verkehrte, lediglich im Sommer um einen weiteren Wagen zweiter Klasse verstärkt. 1989 verkehrte lediglich noch ein einzelner Wagen zweiter Klasse. Dem gegenüber stand die hohe Nachfrage im Binnenverkehr innerhalb der DDR, zwischen Berlin und Rostock bildeten bspw. 1989 elf Wagen die Garnitur des Neptun. Seit 1984 zählte auch ein Speisewagen dazu. Die Halberstädter Mitteleinstiegswagen waren nach 1985 allmählich durch neue Seitengangwagen ersetzt worden.
Die Wende 1989/90 sorgte zunächst für eine rege Nachfrage auf der Fährstrecke. Die DSB unterstützte die Reichsbahn durch Stellung zusätzlicher Sitzwagen, planmäßig wurden wieder drei Wagen trajektiert. Mit der Erweiterung des Zuglaufs nach Prag übernahmen die Tschechoslowakischen Staatsbahnen (ČSD) ab Sommer 1991 die Stellung des zwischen Prag und Rostock eingesetzten Zugteils. Die durchlaufenden Wagen von Prag bis Kopenhagen übernahmen weiterhin die DSB. Die DR stellte zwischen Berlin und Kopenhagen einen zusätzlichen Wagen 2. Klasse. Ab 1994 wurde der Wagenpark mit der Reduzierung auf die Relation zwischen Dresden und Kopenhagen wieder komplett von der nunmehrigen Deutsche Bahn AG als Rechtsnachfolger der Deutschen Reichsbahn übernommen und bereits weitgehend auf neu umgebaute Interregio-Wagen umgestellt. Der Zugteil nach Kopenhagen bestand im Sommer aus drei, im Winter aus zwei Wagen. Bis zur Einstellung des Neptun blieb der Wagenpark unverändert.